# Eldridge Rojer
Eldridge Rojer est un footballeur néerlandais né le 13 mars 1984 à Willemstad. Il joue au poste d'attaquant.
Il a joué avec l'équipe des Pays-Bas espoirs.

## Palmarès
Vierge